# 登基拉赫内
登基拉赫内是加纳中部大区的登基拉人对他们国王的称号。他们是阿坎族的一部分。登基拉赫内的官方宫殿是位于奥芬河畔Dunkwa的Amponsem Fie。他来自阿戈纳氏族。

## 另请参见
- 登基拉